# Nazionali asiatiche di calcio a 5
Le Nazionali di calcio a 5 dell'Asia sono le nazionali di calcio a 5 poste sotto l'egida dell'AFC.
Geograficamente sono tutte le Nazionali dei paesi situati in Asia, tranne l'Australia.

## Squadre
| - Afghanistan - Arabia Saudita - Australia - Bahrein - Bhutan - Brunei - Cambogia - Cina - Corea del Sud - Filippine - Giappone - Guam |  | - Hong Kong - Indonesia - Iran - Iraq - Kirghizistan - Kuwait - Libano - Macao - Maldive - Malaysia - Oman - Palestina |  | - Qatar - Singapore - Siria - Thailandia - Taipei cinese - Tagikistan - Turkmenistan - Uzbekistan - Vietnam - Yemen |